# Brygada Pancerna Harel
Brygada Harel również jako 10 Brygada Pancerna (hebr. חטיבת הראל, Chatiwat Harel) – rezerwowy pancerny związek taktyczny Sił Obronnych Izraela. Brygada podlega Dowództwu Północnemu.

## Formowanie i walki
Przyjęta 29 listopada 1947 Rezolucja Zgromadzenia Ogólnego ONZ nr 181 zakładała, że na terenie byłego Mandatu Palestyny miały powstać dwa państwa (żydowskie i arabskie) oraz mała międzynarodowa strefa obejmująca Jerozolimę i Betlejem. Strefa międzynarodowa miała pozostawać poza granicami obu państw i być zarządzana przez Narody Zjednoczone, które stawały się gwarantem bezpieczeństwa wszystkich świętych miejsc chrześcijaństwa, islamu i judaizmu w obu miastach. Społeczność żydowska zaakceptowała plan podziału Palestyny, jednak Arabowie odrzucili go i dzień później wybuchła wojna domowa w Mandacie Palestyny. Region Jerozolimy stanowił najsilniejszy punkt sporny. Egzystencja społeczności żydowskiej w Jerozolimie była uzależniona od płynności dostaw z nadmorskiej równiny Szaron i miasta Tel Awiw. Utrzymanie tej komunikacji było dla jerozolimskich Żydów sprawą życia i śmierci. Izraelski dziennikarz Amos Elon argumentował w tej sprawie: „Dla wszystkich było jasnym, że bitwa o Jerozolimę nie zostanie rozstrzygnięta na Starym Mieście, ale na wąskim pasie asfaltu, który łączy Jerozolimę z Tel Awiwem. Ta droga decydowała o życiu miasta i bez niej nie było szans na przetrwanie”. Ochronę konwojów do Jerozolimy powierzono trzem taktycznym batalionom bojowym Palmach.
Seria kolejno ponoszonych porażek zmusiła dowództwo Hagany do wdrożenia w życie Plan Dalet, którego pierwszym krokiem było przeprowadzenie operacji Nachszon (5–12 kwietnia 1948). Siły uderzeniowe Palmach odegrały wówczas istotną rolę, walcząc na pierwszej linii frontu. Na potrzeby kolejnej operacji Harel (16–20 kwietnia 1948) z trzech batalionów Palmach sformowano Brygadę „Harel”. Liczyła ona 1400 doświadczonych żołnierzy, dowodzonych przez Icchaka Rabina. Przed brygadą postawiono dwa zasadnicze cele: (1) zdobycie i umocnienie obrony korytarza komunikacyjnego prowadzącego do Jerozolimy, aby umożliwić swobodny przejazd konwojów, oraz (2) szkolenie nowych żołnierzy. Cele te wymusiły stworzenie specyficznej struktury organizacyjnej brygady. Powstały dwie grupy oficerów operacyjnych. Pierwsza grupa (dowództwo brygady, oficerowie polowi i wywiad) zajęła się działaniami taktycznymi w obszarze Jerozolimy i drogi prowadzącej do miasta. Druga grupa oficerów podjęła się przeprowadzania selekcji żołnierzy pod wymagania batalionów szturmowych Palmach. Dopiero wówczas przechodzili oni kursy szkoleniowe i treningi. W końcowej fazie operacji Harel, siły uderzeniowe Brygady „Harel” zostały przerzucone do Jerozolimy, gdzie wzięły udział w operacji Jewusi (22 kwietnia-3 maja 1948 r.). Po raz pierwszy Hagana użyła wtedy sił większych niż jedna brygada (drugą była Brygada Ecjoni). Brygada poniosła wówczas ciężkie straty. Po szybkiej odbudowie sił, brygada wzięła udział w operacji Makkabi (8–18 maja 1948), a następnie w bitwie o Jerozolimę (15 maja – 19 lipca 1948 r.) i bitwie o Stare Miasto Jerozolimy (16–28 maja 1948). Podczas I wojny izraelsko-arabskiej siły brygady uczestniczyły w operacji Danny (10–18 lipca 1948), operacji Ha-Har (19–22 października 1948) i operacji Horew (22 grudnia 1948 – 7 stycznia 1949).
Po wojnie została przekształcona w brygadę piechoty. Podczas kryzysu sueskiego w 1956 brygada przeprowadziła nieudane natarcie na miasto Abu Udżajla na półwyspie Synaj. Była to jedna z nielicznych izraelskich porażek podczas tej wojny. Doświadczenia wojny wskazywały na dużą skuteczność wojsk zmechanizowanych, dlatego w 1959 brygada przeszła przebudowę w brygadę piechoty zmotoryzowanej. Na początku 1967 brygada otrzymała wzmocnienie czołgami M4 Sherman. Podczas wojny sześciodniowej w 1967 jej oddziały uczestniczyły w zajęciu Jerozolimy, Ramallah, Betlejem, Jerycha i Hebronu. Po wojnie główną bazą brygady stało się miasto Jerycho w Dolinie Jordanu. Po wojnie nastąpiło przekształcenie brygady w brygadę pancerną wchodzącą w skład 366 Dywizji Pancernej. Na jej uzbrojenie weszły wówczas czołgi Centurion. Podczas wojny Jom Kipur w 1973 brygada w trybie alarmowym przeszła przez Beer Szewę i z marszu przeprowadziła kontratak na nacierające wojska egipskie na Synaju. Przekroczyła Kanał Sueski i dotarła do przedmieść Kairu. W 2003 stała się brygadą rezerwową.
Podczas wojny w Strefie Gazy (2023–) Brygada Pancerna Harel wjechała do Bajt Hanun.

## Struktura i zadania
10 Brygada Pancerna Harel wchodzi jednostka rezerwowa w skład 366 Dywizji Pancernej, podlegającej Dowództwu Północnemu.
- 4 batalion „Burglars” – pełnił on funkcję centralnego batalionu Palmach, którego żołnierze jako siły specjalne Hagany wykonywali najtrudniejsza zadania w centralnej części kraju. Dowództwo objął Josef Tabenkin (później Uzi Narkiss i Dawid Elazar).
- 5 batalion „Sza’ar ha-Gaj” – powstał pod koniec 1947, jednak pełną gotowość bojową osiągnął dopiero pod koniec marca 1948. Do jego zadań należało zabezpieczanie konwojów do Jerozolimy.
- 6 batalion „Jeruszalajim” – powstał na przełomie 1947 i 1948. Do jego zadań należało zabezpieczanie konwojów do Jerozolimy, jednak większość działań prowadził w samym obszarze miasta Jerozolima, oraz na drogach prowadzących do bloku osiedli żydowskich Gusz Ecjon i kibuców Bet ha-Arawa i Kalja nad Morzem Martwym.